# 個人言語
個人言語 (英語: Idiolect)とは、ある個人にのみに特有の言語使用のことである。

## 概要
個人言語とは、ある特定の一個人のみが持つ特有の言語使用、言葉遣いのことである。語彙、文法、発音のいずれもが、個人言語となりうる。
個人言語が生まれる要因はいくつもあるが、例として周囲の環境、年齢、受けた教育の水準、社会的地位が挙げられる。また、個人言語には幼少期からの方言が影響している場合が多い。
それぞれの個人言語ひとつひとつが調和することで、言語という大きな体系が形づくられるのである。

## 語の由来
英語のIdiolectという語は、ギリシャ語の接頭辞で「個人の」といった意味合いを持つ「idio」と、英語で「方言」を意味する「dialect」からつくられたものである。